# Izbjeglička putna isprava
Izbjeglička putna isprava (također nazvan Putni dokument prema Konvenciji iz 1951. ili Ženevska putovnica) je putni dokument koji izbjeglici izdaje država u kojoj obično boravi, omogućujući im putovanje izvan te države i povratak u nju. Izbjeglicama je često onemogućeno dobijanje putovnice države svoje nacionalnosti (iz koje su zatražili azil), stoga im je potreban putni dokument kako bi mogli sudjelovati u međunarodnim putovanjima. 145 država koje su stranke Konvencije iz 1951. o pravnom položaju izbjeglica su obvezne izdati putne dokumente izbjeglicama koje zakonito borave na njihovom teritoriju.
Putni dokumenti za izbjeglice su slični putovnicama i izgledaju kao knjižice. Na njihovoj naslovnici piše "Putni dokument" na engleskom i francuskom jeziku (a često i na jeziku države koja ga izdaje), kao i datum konvencije: 28. srpnja 1951. Dokumenti su izvorno bili sive boje, iako ih neke države sada izdaju u drugim bojama, s dvije dijagonalne linije u gornjem lijevom kutu prednje naslovnice. Nositelji imaju određene privilegije putovanja bez vize koje im pružaju potpisnici konvencije.
Budući da putni dokument za izbjeglice nije redovna nacionalna putovnica, nositelj se može povremeno suočiti s određenim problemima, na primjer zbog nepoznavanja takvih dokumenata od strane osoblja aviokompanija.

## Galerija
- Izbjeglička putna isprava (Kanada)
- Izbjeglička putna isprava (Irska)
- Izbjeglička putna isprava (Japan)
- Izbjeglička putna isprava (Australija)